# Stumdi
Stumdi (abreviatura de « stummadur dibaouez », « formació contínua » o « ti ar stummañ » : « casa de formació » en bretó) és un organisme de formació contínua que té un estatut associatiu bretó amb seu a Landerneau.
Fou creada el 1985 amb l'objectiu de permetre l'aprenentatge del bretó en l'àmbit de la formació contínua de les empreses. Organitza estades curtes amb aprenentatge intensiu del bretó: sis mesos a temps sencer, a locals de Landerneau i a Ploemeur. També organitza formacions personalitzades.